# Talivittaticella incomperta
Talivittaticella incomperta is een mosdiertjessoort uit de familie van de Catenicellidae. De wetenschappelijke naam van de soort is voor het eerst geldig gepubliceerd in 1981 door Hayward.